# Gesztenyés (település)
Gesztenyés (szlovénül: Kuštanovci, vendül Küštanovci) falu Szlovéniában, Muravidéken, Pomurska régióban. Közigazgatásilag Battyándhoz tartozik.

## Fekvése
Muraszombattól 15 km-re északra, a Vendvidéki-dombság (Goričko) közepén a Muraszombatba tartó főútvonal mellett fekszik. Talaját az errefelé megszokott kavicsos agyag alkotja.

## Története
Első írásos említése 1476-ból való "Kysthanowcz" néven. 1496-ban "Kwsthanowcz", 1500-ban "Kwsthanolcz" alakban szerepel a korabeli forrásokban. Köznemesi birtok volt.
A térképeken a 19. századig "Kustanócz" vagy "Küstanócz" néven szerepelt, amit Gesztenyésre magyarosítottak, mivel neve hasonlít a szlovén kostanj, azaz gesztenye szóra, de valószínű, hogy nem áll összefüggésben vele.

Lakóinak száma 1837-ben 300 fő volt, ebből 15 volt katolikus, 285 fő evangélikus. Ekkor az ún. Tótsági járás része volt. A faluból egy rövid időre aztán eltűntek a katolikusok, mert néhány évtized múlva már 344 lakója már mind evangélikus felekezethez tartozott.
Vályi András szerint " KUSKANÓCZ. vagy Kusztanócz. Tót falu Vas Várm. földes Urai Györfi, és több Uraságok, lakosai katolikusok, fekszik Kotsanóczhoz nem meszsze, mellynek filiája, földgye sovány, de más javai vannak."
Fényes Elek szerint " Kustanócz, vindus falu, Vas vmegyében, ut. p. Radkersburg. Lakja 344 evang. Határa felette köves és sovány; hanem híres bort termeszt. Közbirtokosoké."
Vas vármegye monográfiája szerint " Gesztenyés, vend község, 84 házzal és 514 ág. ev. lakossal. Postája Tót-Keresztur, távírója Csákány."
1910-ben 471, túlnyomórészt szlovén lakosa volt. A trianoni békeszerződésig Vas vármegye Muraszombati járásához tartozott. 1919-ben átmenetileg a de facto Mura Köztársaság része lett, majd a Szerb–Horvát–Szlovén Királysághoz csatolták, ami 1929-től Jugoszlávia nevet vette fel. 1941-ben átmeneti időre ismét Magyarországhoz tartozott, 1945 után visszakerült jugoszláv fennhatóság alá. 1991 óta a független Szlovénia része. 2002-ben 194 lakosa volt. 1991-ben még 217-en voltak.

## Nevezetességei
Kápolnája a 20. század első felében épült.

## Híres emberek
- Franc Horvat, szlovén politikus.